# STS-115
STS-115 est la 116e mission de la navette spatiale américaine et la 19e à travailler sur l'ISS. Confiée à l'orbiteur Atlantis dont c'est le 27e vol, elle a pour but de reprendre l'assemblage de la Station spatiale internationale. Celui-ci était interrompu depuis l'accident de Columbia en février 2003. C'est le but premier de cette mission, contrairement aux deux dernières où il s'agissait de tester les modifications apportées à la navette et en particulier à son réservoir externe.

## Objectifs
Le principal objectif de la mission était d'installer sur la Station spatiale internationale les poutres P3 et P4 ainsi que les panneaux solaires correspondant à ces dernières.

## Équipage
- Commandant : Brent W. Jett, Jr. (4)  États-Unis
- Pilote : Christopher Ferguson (1)  États-Unis
- Spécialiste de mission 1 : Joseph R. Tanner (4)  États-Unis
- Spécialiste de mission 2 : Daniel C. Burbank (2)  États-Unis
- Spécialiste de mission 3 : Steve MacLean (2)  Canada
- Spécialiste de mission 4 : Heidemarie Stefanyshyn-Piper (1)  États-Unis

Le chiffre entre parenthèses indique le nombre de vols spatiaux effectués par l'astronaute, STS-115 inclus.

## Paramètres de la mission
- Masse :
  - Navette au décollage : ≈ 200 000 kg
  - Navette à l'atterrissage : ? kg
  - Chargement : ? kg
- Périgée : 157,4 km
- Apogée : 226,6 km
- Inclinaison : 51,6°
- Période : 91,6 min

## Incident
Le retour de la navette sur Terre devait avoir lieu le 19 septembre, mais il fut retardé d'environ 24 heures car rendu risqué par plusieurs objets non identifiés se trouvant dans les hautes couches de l'atmosphère (trois points lumineux avaient été observés par la caméra de soute de la navette). L'équipage se posa finalement sans encombre le lendemain. La NASA a affirmé officiellement qu'il s'agissait de débris spatiaux qui reflétaient la lumière du soleil.

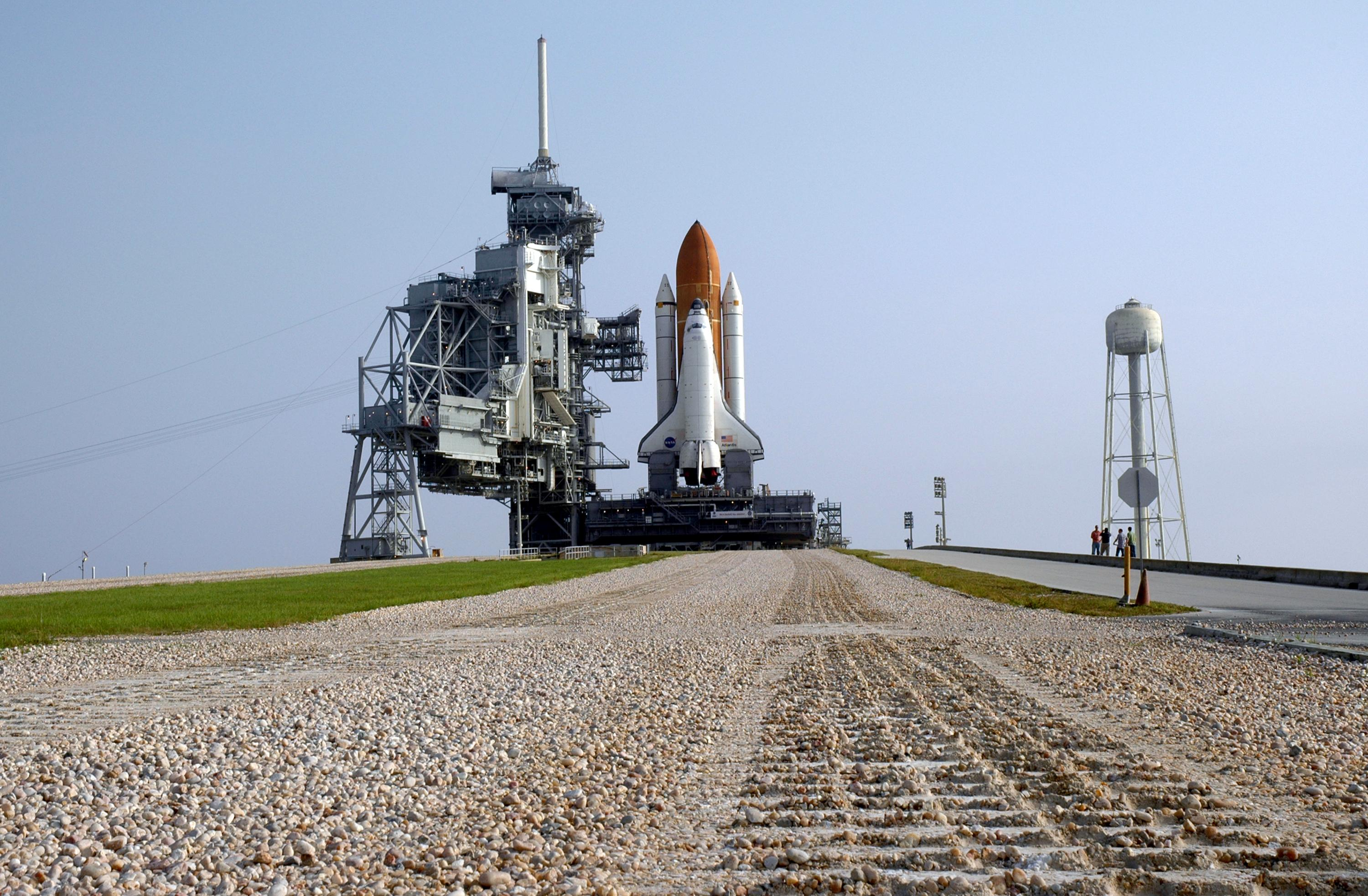
La navette spatiale Atlantis est emmenée au pas de tir 39B.

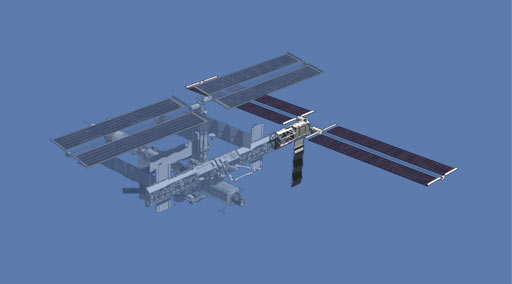
Dessin montrant la Station spatiale internationale après la mission STS-115.

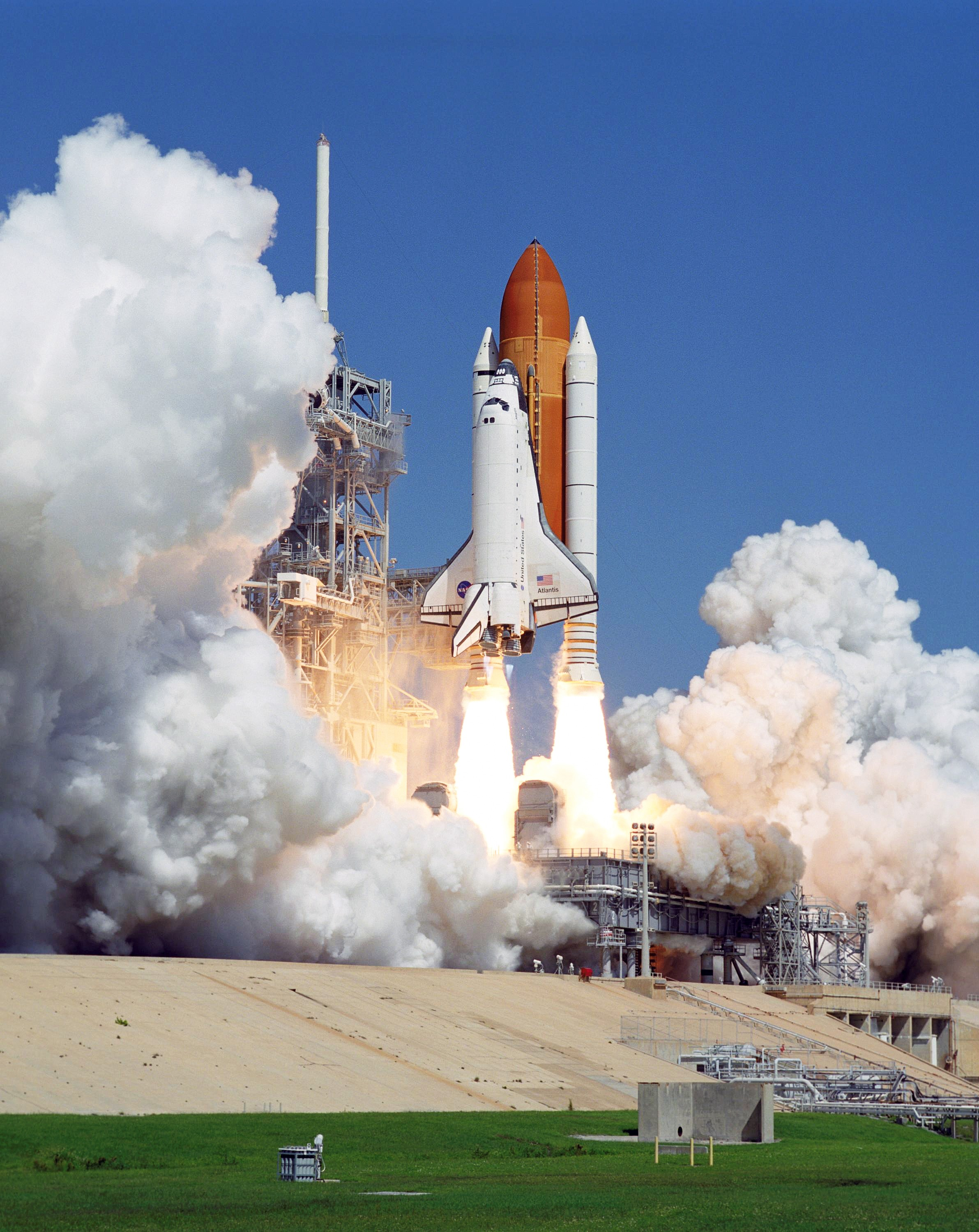
Lancement de la Navette spatiale, Navette spatiale Atlantis STS-115, le 9 septembre 2006